# Graffignana

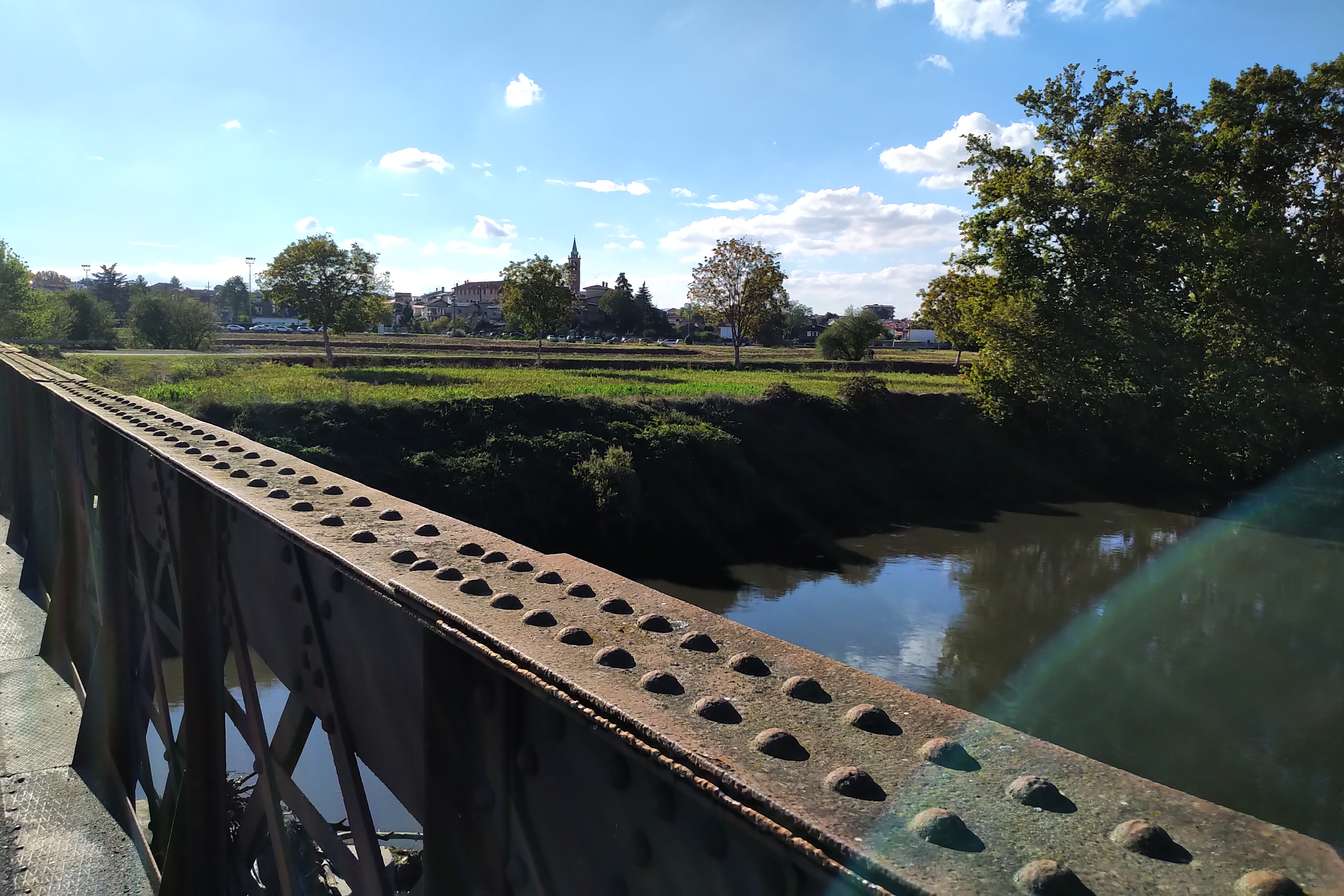
Veduta di Graffignana dal ponte sul Lambro

Graffignana (Grafignàna in dialetto lodigiano) è un comune italiano di 2 619 abitanti della provincia di Lodi in Lombardia.

## Storia
Era popolata già in epoca romana.
Graffignana fu teatro di vicende storiche importanti, fra cui il convegno tenutosi nel 1176 fra i membri della Lega Lombarda per scongiurare uno scontro frontale con il Barbarossa.
Nel medioevo fu attivo porto sul fiume Lambro.
L'imperatore Corrado II aveva donato il territorio di Graffignana e le sue pertinenze a Ariberto d'Intimiano, arcivescovo di Milano, che nel 1034 la donò a sua volta alla Chiesa milanese, da quel momento fu legato ai destini di Milano.
Grande peso nella storia del paese ebbe anche la presenza dei Certosini, infatti il 6 ottobre del 1396 il territorio di Graffignana venne inserito nel feudo di San Colombano al Lambro e fu concesso da Gian Galeazzo Visconti alla Certosa di Pavia che ne ebbe quindi il feudo di San Colombano ed Uniti, con San Colombano, Mombrione, Valbissera, Montecolato, Graffignana con San Salvatore (oggi cascina Porchirola) e Vimagano, pieve di San Germano con Montemalo, Castellazzo e Camatta (oggi Lambrinia di Chignolo Po con tutte le pertinenze. Agli stessi monaci si devono importanti opere di bonifica del territorio; la loro presenza cessò nel 1782 con la loro soppressione da parte di Giuseppe II d'Austria.
Nel 1785 il feudo fu assegnato ai Barbiano di Belgioioso.
In età napoleonica (1809-16) Graffignana fu frazione di Borghetto, recuperando l'autonomia con la costituzione del Regno Lombardo-Veneto.
Il nome ha probabilmente origini longobardo-romane.

### Simboli
Lo stemma, concesso con regio decreto del 6 ottobre 1927, fa riferimento al convento certosino della Certosa di Pavia, Gratiarum Cartusia, al quale il territorio fu infeudato.
Il gonfalone è un drappo di bianco.

## Monumenti e luoghi d'interesse

Mosaico - Chiesa dei SS. Pietro e Paolo, Graffignana (Filiberto Sbardella, 1940)

A Graffignana si può trovare la chiesa parrocchiale dei Santi Pietro e Paolo, risale al XIV secolo; tuttavia durante i secoli ha subito numerosi interventi di ampliamento (XVII e XIX; negli anni '40 ha subìto ulteriore restauro, con interventi dell'artista Filiberto Sbardella).

## Società

### Evoluzione demografica
Abitanti censiti

### Etnie e minoranze straniere
Al 31 dicembre 2015 gli stranieri residenti nel comune di Graffignana in totale sono 312, pari all'11,70% della popolazione. Tra le nazionalità più rappresentate troviamo:
| Paese     | Popolazione (2015) |
| --------- | ------------------ |
| Albania   | 66                 |
| Romania   | 47                 |
| Marocco   | 47                 |
| Egitto    | 46                 |
| Nigeria   | 14                 |
| Filippine | 12                 |
| Tunisia   | 11                 |

## Geografia antropica
Il territorio comunale comprende il capoluogo e le località Accuse, Molina, Vimagano e Zerbi.

## Economia
A sud del comune di Graffignana cominciano le colline suddivise in tre sezioni: colline di Graffignana, colline di San Colombano al Lambro e colline di Miradolo Terme.
L'agricoltura prospera in una decina di aziende, anche con allevamenti di bestiame; da citare un allevamento di selvaggina a Villa Petrarca, sulla collina di Graffignana.
A Graffignana l'industria si è sviluppata soprattutto nel settore meccanico, con numerose imprese minori e di medie dimensioni specializzate.
Una discreta attività edilizia ed una popolazione in moderata crescita fanno di Graffignana un centro in espansione.
Vanno infine segnalate le attrezzature sportive realizzate nel Parco Spadazze, comprendenti, tra l'altro, una piscina e tre campi da tennis, e le attrezzature per servizi socialmente utili quali asilo nido e centro diurno per anziani nell'importante struttura del centro polivalente situato in paese.

## Prodotti De.C.O.
A Graffignana vengono prodotti tre prodotti con Denominazione comunale d'origine:
- Biscotti Runchi, biscotti a base di farina di castagne
- Filzetta Vittorina, prodotto realizzato con carne di suini
- Torta Vittorina, torta a base di uva

## Amministrazione
Segue un elenco delle amministrazioni locali.
| Periodo | Periodo   | Primo cittadino     | Partito                        | Carica  | Note |
| ------- | --------- | ------------------- | ------------------------------ | ------- | ---- |
| 1946    | 1949      | Pasquale Lombardini |                                | Sindaco |      |
| 1949    | 1951      | Enrico Ferrari      |                                | Sindaco |      |
| 1951    | 1954      | Giovanni Jon        |                                | Sindaco |      |
| 1954    | 1964      | Baldassarre Ceresa  |                                | Sindaco |      |
| 1964    | 1970      | Angelo Codecasa     |                                | Sindaco |      |
| 1970    | 1974      | Mario Franco Riva   |                                | Sindaco |      |
| 1974    | 1994      | Angelo Mazzola      | Democrazia Cristiana           | Sindaco |      |
| 1994    | 1999      | Anna Vignali        | Democrazia Cristiana           | Sindaco |      |
| 1999    | 2009      | Giovanni Scietti    | lista civica (centro-destra)   | Sindaco |      |
| 2009    | 2014      | Marco Ravera        | lista civica (centro-destra)   | Sindaco |      |
| 2014    | 2019      | Giuseppe Galetta    | lista civica (centro-sinistra) | Sindaco |      |
| 2019    | 2024      | Margherita Muzzi    |                                | Sindaco |      |
| 2024    | in carica | Giovanni Scietti    | lista civica (centro-destra)   | Sindaco |      |

## Sport
La principale squadra di calcio del paese era l'A.S.D. Virtus Graffignana che militava nel girone I lombardo di Prima Categoria. Nata nel 2014 dopo la fusione tra la società storica del paese, la Virtus Don Bosco (nata nel 1981) e l'ACD Graffignana (nata nel 2011) ha terminato la sua attività nel 2018.
Dal 2013 è invece presente l'A.S.D. Graffignana 2013, squadra che in seguito alla promozione avvenuta nel 2022 milita nel girone M della Provincia di Lodi di Seconda Categoria.